# Alexander Burt
Alexander Baird Burt (ur. 9 kwietnia 1884 w Glasgow, zm. w 1967 w Rutherglen) – szkocki hokeista na trawie. Brązowy medalista olimpijski z Londynu (1908).
Na igrzyska olimpijskie został powołany jako zawodnik Rutherglen Hockey Club. Był zawodnikiem z linii pomocy.
Grał w dwóch meczach, jakie Szkoci rozegrali w turnieju. 29 października 1908, w meczu pierwszej rundy, Szkoci wygrali z Niemcami 4-0. 30 października w meczu półfinałowym, zmierzyli się oni z Anglikami. Szkocja przegrała 1-6, tym samym odpadając z turnieju. Pokonani w półfinałach mieli jednak zagwarantowany brązowy medal olimpijski, bowiem nie rozgrywano meczu o trzecie miejsce (medale zdobyły wszystkie cztery drużyny z Wielkiej Brytanii (Anglia, Irlandia, Szkocja i Walia), jednak wszystkie przypisywane są zjednoczonemu królestwu). Warto dodać, że Burt w tym pierwszym spotkaniu strzelił aż dwa gole.
Jego brat John, także grał w hokejowej drużynie szkockiej.